# Icadyptes
Icadyptes salasi
Genre
Espèce
Icadyptes est un  genre fossile de grands « manchots » dont la seule espèce connue, Icadyptes salasi, a vécu au Pérou à l'Éocène supérieur, au Priabonien, il y a environ 36 Ma (millions d'années).

## Systématique
Le genre Icadyptes et l'espèce Icadyptes salasi ont été créés en 2007 par Julia Allison Clarke (d) et son équipe.

## Description
Sa hauteur était de 1,50 m avec un bec deux fois plus long que son crâne. Il vivait à une époque où le climat était plus chaud qu'aujourd'hui, avant la formation des calottes glaciaires permanentes autour des pôles. Deux autres genres de manchots ont été découverts à proximité dans des strates géologiques du même âge :
- † Perudyptes devriesi Clarke et al., 2007 ;
- † Inkayacu paracasensis Clarke et al., 2010.

## Étymologie
Le nom du genre Icadyptes est la combinaison d’Ica, faisant référence à la province d'Ica au Pérou où ont été découverts les fossiles en 2005, et du terme en grec ancien δύτης, dýtis, « plongeur ». 
L'épithète spécifique salasi, a été donnée en l'honneur du paléontologue péruvien Rodolfo Salas-Gismondi (d) pour son importante contribution à la paléontologie des vertébrés au Pérou.

## Publication originale
- (en) Julia A. Clarke, Daniel T. Ksepka, Marcelo Stucchi, Mario Urbina, Norberto Giannini, Sara Bertelli, Yanina Narváez et Clint A. Boyd, « Paleogene equatorial penguins challenge the proposed relationship between biogeography, diversity, and Cenozoic climate change », Proceedings of the National Academy of Sciences, Washington et États-Unis, NAS, vol. 104, no 28,‎ 29 juin 2007, p. 11545-11550 (ISSN 0027-8424 et 1091-6490, OCLC 43473694 et 1607201, PMID 17601778, PMCID 1913862, DOI 10.1073/PNAS.0611099104, lire en ligne).